# Yngve Berglin
Carl Yngve Berglin, född 10 november 1874 i Kävlinge församling i Malmöhus län, död 2 augusti 1961 i Vasa församling i Göteborg, var en svensk friidrottare (höjdhopp). Han tog SM-guld i höjdhopp år 1897, tävlande för IS Lyckans Soldater.
Yngve Berglin är begravd på Östra kyrkogården i Göteborg.